# Хортон, Лорен
Ло́рен Хо́ртон (англ. Lauren Horton; род. 21 июля 1995) — канадская кёрлингистка.

## Достижения
- Зимняя Универсиада: серебро (2015).

## Команды
| Сезон   | Четвёртый         | Третий          | Второй           | Первый             | Запасной               | Турниры |
| ------- | ----------------- | --------------- | ---------------- | ------------------ | ---------------------- | ------- |
| 2010—11 | Лорен Хортон      | Jordan Mark     | Cassandra Lewin  | Джессика Армстронг |                        |         |
| 2012—13 | Лорен Хортон      | Andrea Sinclair | Leigh Gustafson  | Джессика Армстронг |                        |         |
| 2013—14 | Лорен Хортон      | Carly Howard    | Kerilynn Mathers | Джессика Армстронг |                        |         |
| 2014—15 | Бреанна Микин     | Лорен Хортон    | Линн Кревьязак   | Джессика Армстронг | тренер: Doug Kreviazuk | ЗУ 2015 |
| 2015—16 | Лорен Хортон      | Kim Gannon      | Lidsay Bell      | Джессика Армстронг |                        |         |
| 2016—17 | Chelsea Brandwood | Лорен Хортон    | Lindsay Kastrau  | Kayla MacMillan    |                        |         |
| 2017—18 | Susan Froud       | Лорен Хортон    | Margot Flemming  | Megan Arnold       |                        |         |

(скипы выделены полужирным шрифтом)